# The Needles

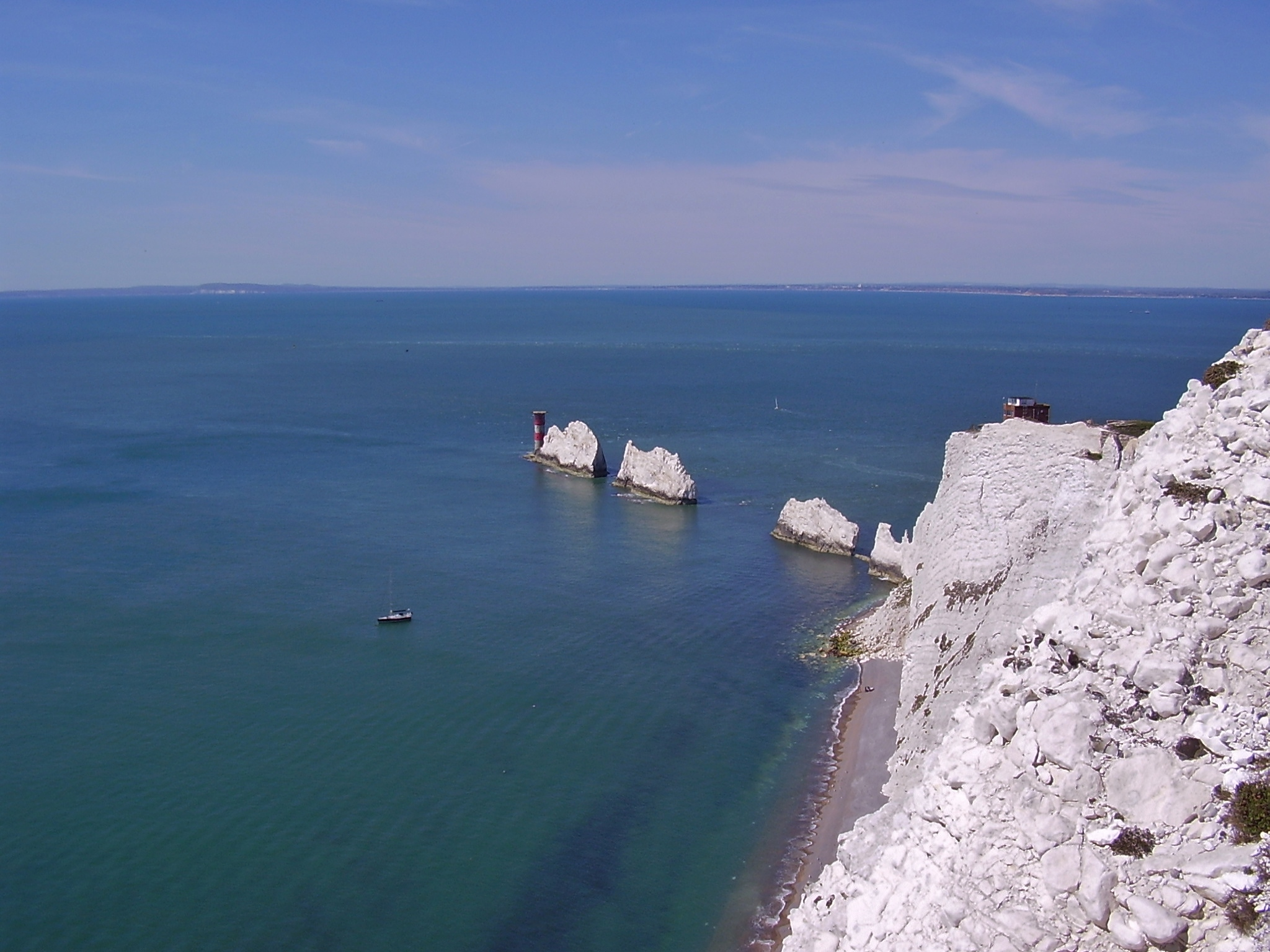
Útesy The Needles od bývalé raketové základny.

The Needles je formace tří křídových útesů stojících v řadě, které se tyčí do výše 30 metrů nad hladinou moře u západního okraje anglického ostrova Wight v Lamanšském průlivu. Celé území je chráněno jako přírodní památka. Na nejvzdálenějším útesu od ostrova stojí maják, postavený v roce 1859 a automatizovaný v roce 1994.
Formace dostala jméno podle skalního sloupu jménem Lotova žena (Lot’s Wife), který se zhroutil při bouři roku 1764. Zbývající útesy nemají tvar jehel, ale jméno zůstalo.
Útesy jsou významným turistickým cílem a jedním ze symbolů ostrova Wight. Na pobřeží ostrova proti útesům je návštěvnické centrum.

## Vojenské využití
Na pobřežních útesech byla v letech 1860 – 1954 umístěna dělostřelecká baterie. V blízkém okolí byla umístěna testovací raketová základna, která fungovala v letech 1956 – 1971. Postavení baterie bylo přeměněno na turistickou expozici.
Na pobřeží bylo situováno postavení Pobřežní stráže.

## Geologie
Útesy vznikly vyzdvižení původně horizontálních křídových vrstev do téměř svislé polohy v průběhu alpinského vrásnění. Křídové výchozy pokračují přes ostrov Wight k pobřeží hrabství Dorset.